# Etnogenezofobija – prilog kritici velikosrpstva
Etnogenezofobija - prilog kritici velikosrpstva je naslov knjige koju je Savo Brković, crnogorski povjesničar, narodni heroj i političar objavio 1988. na Cetinju (ukupno 174 strane).
Predgovor za knjigu je napisao Sreten Zeković.

## Ocjena
Etnogenezofobija... predstavlja skup studioznije zasnovanih glavnih Brkovićevih teza koje je 1974. tiskao u svojoj knjizi O postanku i razvoju crnogorske nacije.

## Sadržaj
Brković je u knjizi identificirao brojne falsifikate koji su poturani Crnogorcima kao znanstvene istine o njihovom etničkom identitetu i porijeklu.

## Osuda
Etnogenezofobija - prilog kritici velikosprstva je naišla na snažnu osudu, kako velikosrpskih znanstvenih krugova, tako i crnogorskog partijskog rukovodstva, pa je Brković izbačen iz članstva SKJ.